# 吳任臣
吳任臣（1628年—1689年），原名鴻往，字徵鳴，後更名任臣，更字志伊，一字爾器，號託園，福建平海衛（今莆田市秀嶼區平海鎮）人，清代官员、学者。

## 生平
早年隨父徙居浙江仁和（今杭州市），幼好学，十岁诵古文，好读奇书，为诸生，考试均名列第一。张治爱其才。康熙十八年（1679年）由內閣中書王榖振薦舉，举博学鸿词科，試列二等，授翰林院檢討，承修《明史·曆志》。《清史稿》载：“当时词科以史才称者，朱彝尊、汪琬、吴任臣及耒（潘耒）为最著。”康熙二十八年（1689年）分修《律历志》，因工作過勤，連續四十天不眠不休，以舊疾復發，僵仆卒於車中。

## 著作
著有《周禮大義補》、《禮通》、《春秋正朔考辨》、《山海經廣注》、《字彙補》、《南北史合注》、《託園詩文集》和《十國春秋》114卷。